# ورم ليفي مخاطي غضروفي
الورم الليفي المُخاطي الغُضْروفي هو نوعٌ نادرٌ من الأورام الغضروفية. يحدثُ نادرًا في الجمجمة أو قاعدتها.
يحدثُ في معظم الحالات اندماجٌ للجين GRM1 [الإنجليزية] أو مبادلة المعزاز. قد ترتبط أيضًا مع الانتقال الكروموسومي t(1;5)(p13;p13).‏